# Albert Schumann
Albert Schumann (* 4. Februar 1835 in Gotha; † 24. Februar 1897 in Aarau, Kanton Aargau, Schweiz) war ein deutscher Lehrer, Historiker, Geograph und Bibliothekar.

## Leben
Albert Schumann studierte Geschichte und Germanistik an den Universitäten in Jena, in Bonn, wo er sich mit Ernst Götzinger befreundete, und in Göttingen. 1859 ging er nach Hamburg als wissenschaftlicher Privatsekretär des Historikers Johann Martin Lappenberg. Nach einer negativ verlaufenen Bewerbung an der Göttinger Bibliothek übersiedelte Schumann 1860 in die Schweiz, wo er 22 Jahre als Lehrer für Deutsch und Geschichte an der Bezirksschule in Zofingen tätig war. Da diese Stelle aus der alten Provisorei hervorgegangen war, musste Schumann an Festtagen in der Kirche die Evangelien lesen. Nebenher betreute er von 1867 bis zu seinem Lebensende die Stadtbibliothek Zofingen.
Schumann war der Autor von 133 Artikeln für die Allgemeine Deutsche Biographie und Mitarbeiter an Karl Goedekes Grundriß zur Geschichte der deutschen Dichtung. Von 1888 bis 1895 erschienen in der Argovia die von Schumann veröffentlichten Übersichten über das aargauische Schrifttum. 1863/64 war er Redakteur und Herausgeber der Wochenschrift Aus dem Wiggerthale, einer Beilage des Zofinger Volksblattes, von der 20 Ausgaben erschienen.
Ab 1882 lehrte Albert Schumann für zehn Jahre als Professor für Geschichte und Geografie an der Alten Kantonsschule in Aarau. Danach wurde das mit der Schule verbundene Progymnasium aufgehoben.

## Schriften
- Aus dem Wiggerthale. Blätter zur Anregung und Belehrung. Rudolf Steinegger, Zofingen 1863/64.[2]
- Aargauische Schriftsteller. Aus den Quellen dargestellt. Lfg. 1, Aarau 1887.[2]
- Ein Idyll in bewegter Zeit. (Der Philosoph Jakob Friedrich Fries als Hauslehrer in Zofingen 1797–1800). In: Taschenbuch der historischen Gesellschaft des Kantons Aargau, 1898.[2]
- Alle ADB-Artikel von Albert Schumann